# 于格一世 (香槟)
香槟的于格（约1074年 - 1126年）是第一位被称为香槟伯爵的贵族。于格的父亲布卢瓦伯爵蒂博三世的第三个儿子。他的母亲是瓦卢瓦的阿德莱德。
于格的哥哥厄德三世在1093年去世后让于格继承了特鲁瓦和维特里勒弗朗索瓦，加上之前从父母那里继承的奥布河畔巴尔，形成了香槟伯国的雏形。尽管于格个人更喜欢特鲁瓦伯爵这个称呼，这是他手中最古老的领地，唯一的主教辖区坐落于特鲁瓦，但是同时代的人已经开始称呼他为香槟伯爵。

## 生平
于格一世在历史上最为著名的是在1115年资助土地为圣伯尔纳铎修建了格莱福修道院。圣伯尔纳铎担任修道院院长，随后以格莱福的伯尔纳铎（法语：Bernard de Clairvaux）知名。1125年，在于格一世第三次前往耶路撒冷参加圣殿骑士团作战之际，圣伯尔纳铎写了一封饱含敬意的信件，这封信件留存至今。
1104年 - 1107年于格一世第一次前往耶路撒冷朝圣。1114年于格一世和自己的封臣雨果·德·帕英一同前往耶路撒冷朝圣。1118年，雨果·德·帕英成立了圣殿骑士团，担任首任大团长。于格一世在1125年放弃香槟伯爵之位成为圣殿骑士，当时圣殿骑士团只有十几人。1126年，于格一世在耶路撒冷去世。

## 婚姻与家庭
1094年，于格一世与法国国王腓力一世的女儿法兰西的康斯坦斯结婚。1104年，两人离婚。两人独子早殇。
1110年，于格一世与勃艮第伯爵艾蒂安一世的女儿伊莎贝拉结婚。伊莎贝拉的叔叔是教宗嘉禮二世。于格一世和伊莎贝拉在1123年生下一个儿子厄德。1125年，于格一世声称自己性无能，驱逐了伊莎贝拉母子，让侄子蒂博继承了香槟伯爵之位。厄德后来从母亲家族那里继承了部分土地，他的后代形成香槟家族的分支尚普利特-蓬塔耶家族。在法国国王路易七世与香槟伯国的战争期间，厄德支持路易七世以夺回香槟伯爵之位，但后来路易七世和香槟伯国议和。